# Tavros
Tavros (griechisch Ταύρος, wörtlich „Stier“) ist eine Vorstadt im Südwesten Athens. Athen ist ungefähr 4 km vom Zentrum und 3 km vom Ortsrand von Tavros entfernt. Zur Innenstadt von Piräus sind es 6 km.
Früher bestand Tavros fast nur aus Farmland und Agrarbetrieben, bis Anfang des 20. Jahrhunderts die Ausdehnung Athens und weitgehende Urbanisierung der Gegend die Landwirtschaft fast komplett verdrängten. Heutzutage ist Tavros hauptsächlich Wohngebiet, im Norden der Stadt befindet sich das Industriegebiet. Die größte Straße in Tavros ist die Piräusstraße.
Die von 1943 bis 2010 selbständige Gemeinde wurde durch die Verwaltungsreform 2010 mit dem benachbarten Moschato zur Gemeinde Moschato-Tavros zusammengeschlossen.